# Pučenjak
Pučenjak är en ö i Kroatien.   Den ligger i länet Dubrovnik-Neretvas län, i den sydöstra delen av landet, 300 km söder om huvudstaden Zagreb.
Terrängen på Pučenjak är varierad. Öns högsta punkt är 15 meter över havet. I omgivningarna runt Pučenjak växer i huvudsak blandskog.